# Großer Ramolkogel
De Große Ramolkogel is een 3549 meter hoge bergtop in de Ötztaler Alpen in het Oostenrijkse Tirol.
De berg ligt tussen het Venter Tal en het Gurgler Tal in, in de Schnalskam en kenmerkt zich door grote rots- en gletsjerpartijen. De berg is de hoogste top in de Ramolkam en wordt omringd door de Kleine Ramolkogel (3349 meter), de Mittlere Ramolkogel (3518 meter) en de Nördliche Ramolkogel (3427 meter). Naar het noorden en noordwesten valt de Große Ramolkogel via de Latschferner af in het Venter Tal. De smalle tong van de Ramolferner loopt richting de 3189 meter hoge pas Ramoljoch. Nog verder in zuidoostelijke richting ligt het Ramolhaus op 3005 meter hoogte.